# Берестниця
Берестниця (Березницька слобода, Берестницька слобода, рос. Берестницкая слобода, Бересницкая слобода) — колишній хутір (раніше — слобода) у Базарській волості Овруцького повіту Волинської губернії та Будо-Голубієвицькій і Гуто-Мар'ятинській сільських радах Базарського району Коростенської і Волинської округ.

## Населення
Станом на 1906 рік в слободі налічувалося 13 домогосподарств та 88 жителів, у 1923 році — 70 осіб та 16 дворів.

## Історія
У 1906 році — слобода Базарської волості (1-го стану) Овруцького повіту Волинської губернії. Відстань до повітового центру, м. Овруч, становила 55 верст, до волосного центру, містечка Базар, 12 верст. Найближче поштово-телеграфне відділення розташовувалося в Овручі.
У 1923 році слободу включено до складу новоствореної Будо-Голубієвицької сільської ради, котра, від 7 березня 1923 року, стала частиною новоутвореного Базарського району Коростенської округи. Розміщувалася за 17 верст від районного центру, міст. Базар, та 1,5 версти від центру сільської ради, с. Буда-Голубієвицька.
10 березня 1926 року — хутір Берестниця; відповідно до наказу Коростенського ОВК № 40 «Про внесення декотрих змін в низове районування», переданий до складу Гуто-Мар'ятинської сільської ради Базарського району.
Знятий з обліку населених пунктів до 1 жовтня 1941 року.